# Sinfonia concertante (Williamson)
Malcolm Williamson componeerde zijn Sinfonia concertante gedurende een aantal jaren. Hij begon aan wat oorspronkelijk zijn tweede symfonie had moeten worden in 1958 en voltooide het in 1961. Toen hij het werk voltooide scheen de naam symfonie niet te passen bij het werk. De piano had een dermate overheersende rol gekregen, dat Williamson het werk omdoopte tot sinfonia concertante. Zijn tweede symfonie zou pas veel later voltooid worden (1969).
Zijn Elevamini – eerste symfonie had al een subtitel uit de bijbel; dat was bij dit werk net even anders. De seculiere titel sinfonia concertante bevat in de titels van de drie delen verwijzingen naar dat boek. De muziek heeft veel weg van die eerste symfonie met muziek terug te voeren op de muziek van Igor Stravinski, maar ook Francis Poulenc.

## Delen
Het werk is geschreven in de traditionele driedelen opzet van het concerto:
1. Gloria in excelsus Deo
2. Salve Regina (Andante lento)
3. Gloria Patri (presto).

Het werk, dat opgedragen is aan zijn vrouw Dolores (Dolly) Williamson, ging in première op 21 mei 1964. Norman del Mar gaf toen leiding aan het BBC Scottish Symphony Orchestra in Glasgow. 

## Orkestratie
- solo piano
- 3 trompetten
- violen, altviolen, cello, contrabassen.

## Discografie
De muziek is officieel (nog) niet uitgegeven in 2009; het is alleen in een handgeschreven facsimile verkrijgbaar bij Boosey and Hawkes
- Uitgave Lyrita: Royal Liverpool Philharmonic Orchestra o.l.v. Charles Grove (bron)
- Uitgave Hyperion, Piers lane begeleid door het Tasmanian Symphony Orchestra o.l.v. Howard Shelley in een opname uit 2013 (bron)